# Parque Estadual do Rio Vermelho

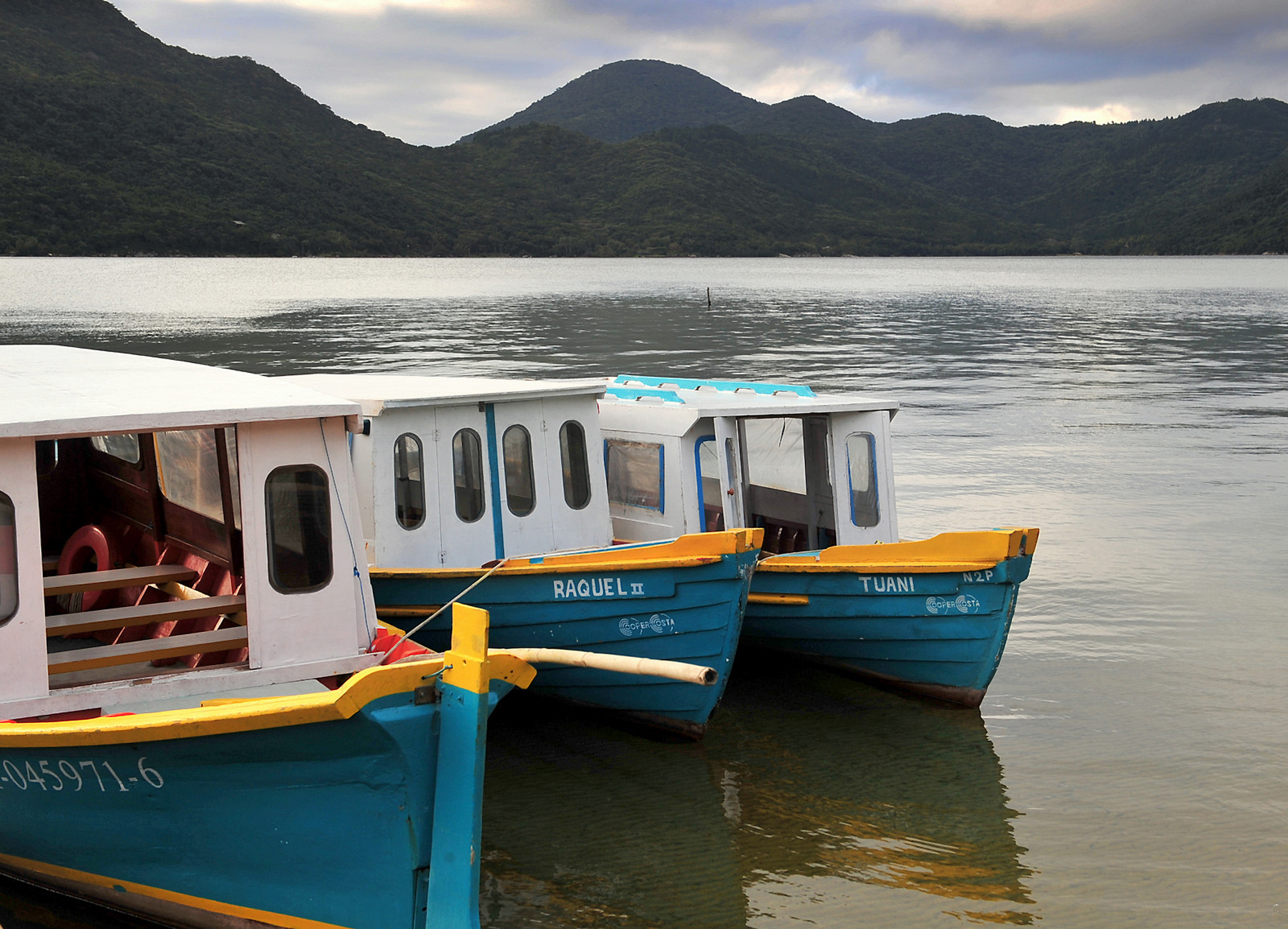
Terminal de barcos dentro do Parque Estadual do Rio Vermelho. Usado para transportar turistas para o lago da conceição

O Parque Estadual do Rio Vermelho (PAERVE) criado pelo Decreto n.º 308 de 24 de maio de 2007, está localizado na costa leste da ilha de Santa Catarina, município de Florianópolis. Seus limites são o distrito do Rio Vermelho ao norte, a Lagoa da Conceição ao oeste, a praia de Moçambique ao leste e o distrito da Barra da Lagoa ao sul.
Sua área é de 1.532,30 hectares e foi reconhecida em 1962 como Estação Florestal, usada como local de experiência para o plantio de espécies exóticas, do gênero Pinus e Eucalyptus. O plantio destas espécies ocorreu até 1970, o que ocasionou uma grande variação na restinga, que é um ecossistema associado ao bioma Mata Atlântica. Em 1994, passou a categoria de Parque Florestal, e a partir de 2007 recebeu a denominação de Parque Estadual do Rio Vermelho, compondo uma unidade de conservação do estado.

## Ecossistemas
O parque é composto pelos seguintes ecossistemas:
- 44,6% de restinga;
- 30,2% de ecossistema alterado ("reflorestamento");
- 9,9% de floresta ombrófila densa (Mata atlântica);
- 5,4% de duna;
- 4,3% de Vegetação de banhado;
- 3,2% de Corpos d’água.

A região é formada por duas bacias hidrográficas: A bacia da Lagoa da Conceição e a bacia do rio Capivari. A bacia da Lagoa possui inúmeros cursos d`água, destacando-se o Rio Vermelho e o rio João Gualberto (rio Capivaras), que é o principal fornecedor de água doce da Lagoa da Conceição. Já a bacia do rio Capivari é composta pelos rios Ingleses e o Capivari. A região abriga em seu subsolo o aqüífero Ingleses-Rio Vermelho com aproximadamente 30 quilômetros quadrados, um grande reservatório que fornece água para todo o norte da ilha.
Foram registradas 169 espécies nativas de vegetação, em três tipos de restinga, 140 espécies de aves silvestres e diversas espécies de répteis e anfíbios. Existem atualmente 25 espécies de mamíferos na ilha de Santa Catarina e existe à possibilidade de que praticamente todas elas vivam no PAERVE devido a grande variedade de ambientes.
Foi descoberta no PAERVE a presença de uma espécie que só existe no parque, a mimosa catharinensis (Burkart). Ela é encontrada apenas em uma pequena área com árvores de restinga, que precisa ser protegida para que a planta não seja extinta.
Esta unidade de conservação além de proteger importantes ambientes naturais, possui em seu interior áreas onde são historicamente desenvolvidas atividades de uso público, entre elas uma área de camping com estrutura criada para atender hóspedes e visitantes durante o verão.

## Objetivos
Estes são os objetivos do Parque Estadual do Rio Vermelho de acordo com seu decreto de criação:
- Conservar amostras de floresta ombrófila densa (Floresta Atlântica);
- Conservar a vegetação de restinga;
- Conservar a fauna associada ao domínio da Mata Atlântica;
- Manter o equilíbrio do complexo hídrico da região;
- Propiciar ações de recuperação dos ecossistemas alterados.
- Proporcionar a realização de pesquisas científicas e a visitação pública.